# Turriforme escalonado de Son Ferrer

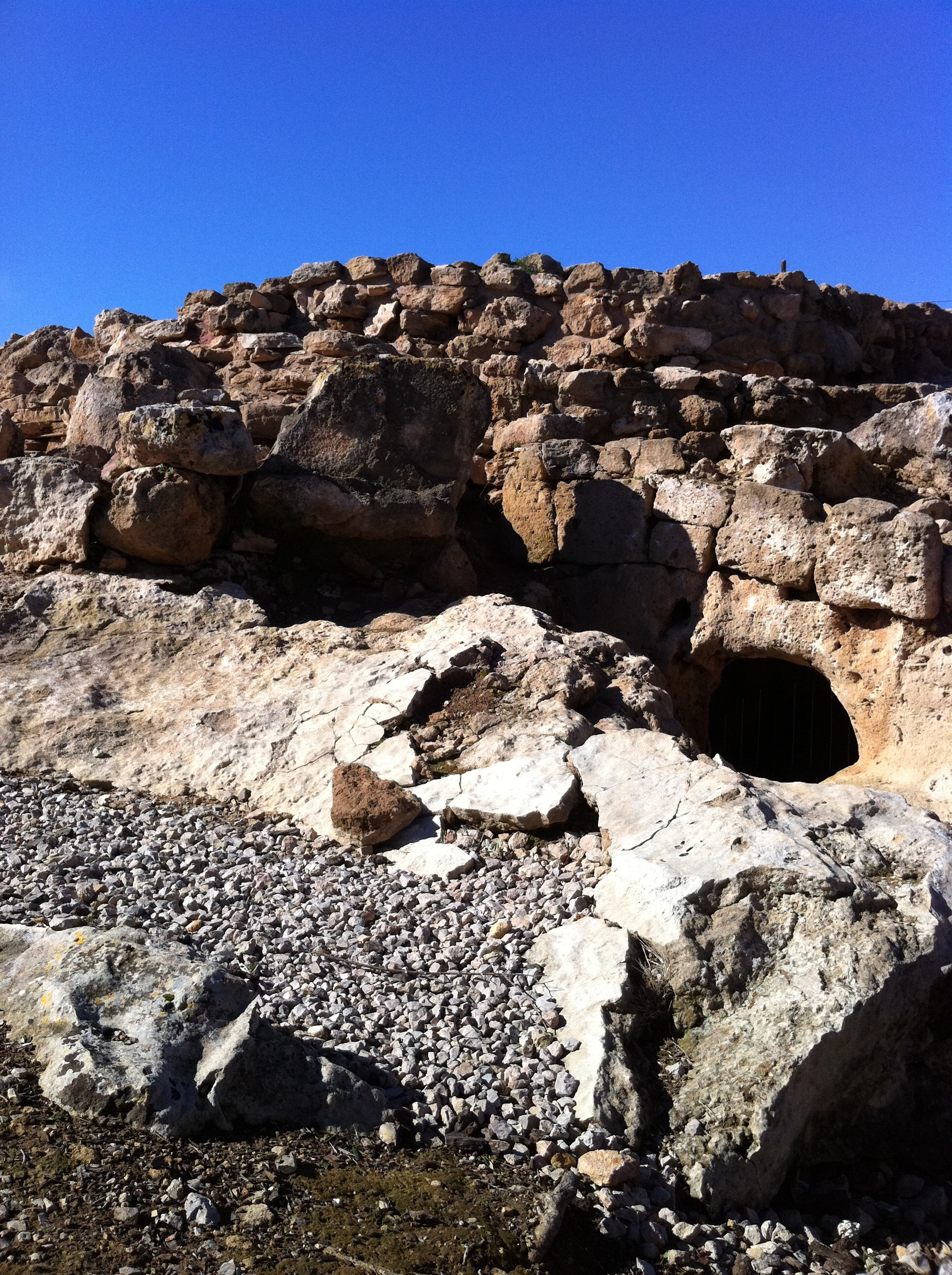
Túmul de Son Ferrer.

El turriforme escalonado de Son Ferrer es una construcción perteneciente a la prehistoria balear que combina elementos de diferentes épocas, como por ejemplo la época talayótica. Está ubicado en el núcleo urbano de Son Ferrer, en el municipio de Calviá, Mallorca, islas Baleares. Es una de las construcciones que se mantienen en mejores condiciones en comparación con la mayoría de restos arqueológicos ubicados en las Islas Baleares. Está constituido por un hipogeo funerario, un turriforme ceremonial, dos necrópolis y varios restos de estructuras.

## Historia
El turriforme escalonado contiene distintas partes y queda constancia de este hecho porque esas estructuras son identificadas y datadas en distintos períodos.
El hipogeo funerario ha sido datado en la Edad de Bronce Antiguo y contiene en su interior varias estructuras con forma de banco.En su interior se localizaron varios restos arqueológicos como cerámicas y restos humanos infantiles.
En el siglo II a. C. el turriforme será característico por ser un lugar en el cual se realizaban enterramientos infantiles.
También se pueden observar varios restos estructurales pertenecientes a la Edad de Bronce Final, las cuales, podían haber sido utilizadas como habitaciones o centros de almacenaje de alimentos.
El turriforme ceremonial data de la Primera Edad de Hierro (talayótico) y se considera una pieza muy singular por el hecho de ser escalonado ya que en las Baleares escasean este tipo de construcciones. Se cree que fue utilizado para actividades ceremoniales.
Se aprecian dos necrópolis, que consisten en una serie de tumbas o enterramientos. Una de ellas perteneciente a la segunda Edad de Hierro (postalayótico) y otra infantil perteneciente a la franja temporal entre los siglos III-I a. C.
La construcción del turriforme escalonado en un elevado lugar, se hizo con el objetivo de tener la capacidad de controlar visualmente los territorios. De este modo, el turriforme es considerado como un claro referente visual para los territorios que están situados alrededor.

## Materiales encontrados
Entre los materiales hallados destacan en primer lugar; los huesos de una persona de edad adulta y dos adolescentes, contenedores funerarios de época talayótica y una urna de arenisca. En la cueva situada por debajo del túmulo se encontró una urna de arenisca rectangular. Además de estos objetos también se han descubierto materiales púnicos, romanos y talayóticos.
En segundo lugar, en las zonas de enterramiento se han localizado diversos objetos. En una zona de enterramiento se encontraron urnas de arenisca y partes de una ánfora, mientras que en otra zona de enterramiento se descubrieron siete ánforas deterioradas debido al paso del tiempo.
Cabe destacar que en la excavación que se produjo en el año 2000 que entre trece y dieciséis personas fueron enterradas en el turriforme. Diez de ellos eran recién nacidos, tres no pasaban de los cuatro años y uno no pasaba de los cuarenta años.

## Grado de conservación
Empezando con el turriforme podemos observar que tiene una altura superior a 2 metros y que se conserva completamente cubierto. Se pueden identificar entre dos y tres estructuras totalmente conservadas, entre ellas la cueva o hipogeo, la cual, tiene una altura también superior a 2 metros y en la cual se pudieron identificar distintas cerámicas y estructuras totalmente conservadas. 
La superficie total ocupada es de 800 metros cuadrados. Los riesgos que afectan a la conservación son varios: las visitas al yacimiento que pueden degradar la zona, la creación de accesos para esas visitas que pueden dañar las estructuras, la materia vegetal, que tapan la visibilidad y desestabilizan las estructuras y por último la erosión provocada por hídricos (lluvia por ejemplo) y por la pendiente del lugar.
Con las investigaciones realizadas en el turriforme se ha pretendido recuperar el patrimonio arqueológico de Calviá. Además se ha conseguido disminuir la degradación de las estructuras arquitectónicas, pudiendo conseguir de esta manera una correcta estabilidad en el yacimiento. Por otro lado, también se produjo una mejora de la lectura de las partes arquitectónicas que forman parte del túmulo, y obtener de nuevo las estructuras que pudieron ser modificadas debido a los procesos de excavación.
Las partes fundamentales de los muros que perdieron consistencia se sustituyeron por otros muros para conseguir un mejor estado del conjunto. Los muros fueron consolidados, y por este motivo se ha podido evitar que en épocas de lluvia el agua entrase en el interior del túmulo. 
En la actualidad, el turriforme se encuentra en buen estado de conservación, ya que las vegetaciones y los materiales fueron retirados del lugar.

## Visibilidad y propiedades
El turriforme está construido en una antigua duna fósil de una zona llana, donde alrededor existen campos de cultivo. El túmulo de Son Ferrer está situado a más de 25 m por encima del nivel del mar y a una distancia de 1940 m de la costa. 
Desde el yacimiento se puede observar campos de cultivo, la costa, el mar, el entorno natural, Cala Figuera, Coll de Sa Batalla, Magaluf, y además también pueden observarse los yacimientos del Puig de Saragossa, el Túmulo de son Miralles, Ses Rotlles Velles, Puig de Sa Celleta y el Puig de Sa Morisca. 
Debajo del túmulo se ha podido identificar la existencia de una cueva donde se realizaban enterramientos de la Edad de Bronce. La cueva fue reutilizada y amortizada en el siglo II a. C. Esta cueva tiene un pasillo de acceso con medidas de 2,10 m de alto y 0,75 m de ancho, además tiene una pequeña pendiente que nos lleva hasta la misma entrada. Un grupo de rocas da forma a la fachada de acceso a la misma.
El acceso a la cueva tiene forma de semicírculo con 0,88 m de alto y 0,86 m. Nada más entrar vemos una cámara de 1,05 m de largo y 2,05 de ancho. Tiene la planta alargada y una bóveda ojival. La cámara mide 7,15 m de largo y 2,25 m de ancho. su altura es de 1,85 m y podemos observar una trinchera de 3,5 m de largo, 0,85 m de ancho y 0,70 m de profundidad.
Los grandes escalones a los lados eran utilizados para salvar el desnivel de la misma. Existen dos bancos que finalizan en la mitad de la cámara desde donde vemos una plataforma horizontal que llega hasta el final del recinto funerario, con un cubículo.
La construcción del turriforme se data en entre el 900-800 a. C., época talayótica. Podemos destacar diferentes elementos estructurales, pertenecientes a tres categorías: muros, rellenos de estructurales y zona de acceso a la plataforma superior. Para la construcción de los muros, de 0,6 m de grosor, se utilizó la técnica ciclópea. Los rellenos estructurales están formados por bloques de arenisca y tierra.  De esta forma, el escalonamiento se crea a partir de una serie de tres anillos concéntricos y una plataforma superior cuadrada.El diámetro medio son 22,33 metros y su altura supera los 2 metros. El primer anillo tiene 0,9 metros de altura, a 1,75 m de distancia encontramos el segundo anillo de 0,56m de altura y el último tiene 1,22 m de altura. La plataforma superior se encuentra a 1,36 m del último anillo. La planta tiende a ser ovalada, escalonada y maciza.
Para llegar a la parte superior se accedía a través de una rampa escalonada, compuesta por bloques que están posicionados de manera horizontal.
En la época postalayótica se vació el anillo inferior para usarlo como una espacio de entierros infantiles. Al oeste del turriforme encontramos una serie de habitáculos que han sido seccionados por un muro reciente. La última habitación que queda presente, esta en el sector noroeste y mide 7,5 m de longitud.
Se observa un tramo de muro en el norte adosado a la carretera de 2,8 m de longitud y de 0,76 m de grosor que ha sido cortado por la misma.
Al túmulo de Son Ferrer se puede llegar en vehículo o a pie. La vía para automóviles y el paseo se encuentran en buen estado de conservación. El tiempo que se tarda en llegar desde la vía pública son diez minutos.

## Protección del yacimiento
Esta construcción debe mantenerse y para ello hay que tomar una serie de medidas: mantenimiento, limpieza y consolidación de las estructuras, a medida que estas se vayan degradando. 
Para poder adecuar la zona para realizar visitas programadas debe elaborarse un programa didáctico, donde se contemplen unos horarios estables. También se debe crear un programa de actividades que permita a la gente acceder a la historia y al mismo tiempo despertar el interés por la cultura.
Se debe prohibir el uso de motos y quads alrededor del túmulo, tirar basuras y encender fuego, ya que estas acciones pueden perjudicar gravemente al estado del yacimiento. Para ello, se puede utilizar señalética de advertencia.